# Dennis Sullivan
Dennis Joseph Sullivan (ur. 17 marca 1945 w Nowym Jorku) – amerykański duchowny katolicki, biskup Camden w latach 2013–2025.

## Życiorys
Święcenia kapłańskie otrzymał z rąk kardynała Terence’a Cooke’a w dniu 29 maja 1971 i inkardynowany został do archidiecezji Nowy Jork. Pracował duszpastersko na terenie nowojorskich parafii (m.in. w dzielnicach Bronx i Manhattan).
28 czerwca 2004 mianowany biskupem pomocniczym Nowego Jorku ze stolicą tytularną Enera. Sakry udzielił mu kard. Edward Egan. Do roku 2013 był wikariuszem generalnym archidiecezji nowojorskiej.
8 stycznia 2013 ogłoszona została jego nominacja na ordynariusza Camden w New Jersey. Ingres odbył się 12 lutego 2013. 17 marca 2025 papież Franciszek przyjął jego rezygnację z pełnionego urzędu.